# Eunhyuk
Lee Hyuk-jae (hangul: 이혁재) (4 de abril de 1986), mais conhecido pelo nome artístico Eunhyuk (hangul: 은혁), é um cantor, compositor, dançarino, rapper e apresentador de televisão sul-coreano. É mais conhecido por ser integrante do grupo musical masculino sul-coreano Super Junior, e de suas subunidades Super Junior-T, Super Junior-H, Super Junior-M e Super Junior-D&E. Além das subunidades do Super Junior, Eunhyuk foi integrante dos projetos Younique Unit e S.M. The Performance, ambos sob o selo da SM Entertainment.

## Início da vida
Eunhyuk nasceu Lee Hyuk-jae, em Ilsan, Goyang, província de Gyeonggi, Coreia do Sul, no dia 4 de abril de 1986. Tem uma irmã mais velha, chamada Lee So-ra. Criado em uma família que passava por muitos problemas financeiros, Eunhyuk estava interessado em apresentar-se como artista de rua desde criança. Inspirado por Jang Woo-hyuk, do H.O.T., Michael Jackson e Yoo Seung-jun, Eunhyuk passou a treinar sozinho desde muito jovem. Na escola primária, Eunhyuk e alguns amigos, incluindo Kim Junsu, ex-integrante do TVXQ, formaram o grupo de dança "SRD" (sigla para Song Rap and Dance). O grupo alcançou uma popularidade considerável em sua cidade natal, aparecendo em jornais locais.
Em 1999, aos treze anos, Eunhyuk fez uma audição para a SM Entertainment através do Starlight Casting System, sistema de audições da agência, juntamente com Kim Junsu. Após não ser aprovado naquele ano, tentou novamente no ano seguinte, conseguindo, então, tornar-se um trainee da agência e gravadora. De acordo com a SM Entertainment, Eunhyuk foi treinado em canto, dança, atuação, além de receber breves cursos de mandarim.
Em 2002, Eunhyuk, Kim Junsu e outro trainee, Sungmin, foram colocados num grupo projeto que focava no estilo R&B. Um ano mais tarde, o grupo, juntamente com três futuros membros da banda de rock TRAX (Jay Kim, No Min-woo e Kang Jung-woo), fez uma breve aparição no programa Heejun vs. Kangta, Battle of the Century: Pop vs. Rock, onde Moon Hee-jun e Kangta ensinaram-lhes, individualmente, diversas técnicas de canto. No entanto, o trio se desfez em 2003, quando Junsu estreou como integrante do TVXQ. Eunhyuk e Sungmin foram, então, colocados em outro grupo projeto com mais dez trainees, o Super Junior 05, a primeira geração do Super Junior, que, na época, era um grupo rotativo.

## Carreira

### 2005 – 2006: Estreia com Super Junior
Eunhyuk estreou oficialmente como parte do grupo projeto de doze integrantes Super Junior 05, em 6 de novembro de 2005, no programa musical Inkigayo, da emissora SBS, onde o grupo apresentou seu primeiro single, "Twins (Knock Out)". O álbum de estreia do grupo, intitulado SuperJunior05 (Twins), foi lançado um mês depois, em 5 de dezembro de 2005, e estreou na terceira posição do gráfico mensal do MIAK K-pop Albums Chart. Em março de 2006, a SM Entertainment começou a recrutar novos integrantes para a geração seguinte do Super Junior. No entanto, os planos mudaram, e a empresa declarou que não haveria novas gerações. Com a adição de Kyuhyun, o décimo terceiro integrante, o grupo abandonou o sufixo "05", e tornou-se oficialmente creditado como Super Junior.
O primeiro single lançado pelo Super Junior após a mudança na formação, "U", liberado para venda em 7 de junho de 2006, foi o maior sucesso do grupo até o lançamento de "Sorry, Sorry", em março de 2009. Desde o primeiro álbum de estúdio do Super Junior, Eunhyuk contribuiu como letrista, e escreveu letras de rap para a maioria das canções do grupo. As letras do rap de "Show Me Your Love", parceria de inverno com o TVXQ, foram escritas por ele, em conjunto com Heechul e Shindong; além de "One Love", que tornou-se sua primeira performance solo em um concerto do Super Junior.

### 2006 – 2009: Trabalhos como apresentador, subunidades e participações em programas de variedade
Eunhyuk, junto com Leeteuk, foi DJ do programa de rádio Super Junior Kiss The Radio (Sukira) no período de 21 de agosto de 2006 a 4 de dezembro de 2011. Eunhyuk substituiu Kangin como apresentador no programa musical M! Countdown no final de 2006. Ele, posteriormente, apresentou o mesmo programa junto com Leeteuk e Shindong durante dois anos e quatro meses. Em fevereiro de 2007, Eunhyuk foi selecionado como membro da subunidade Super Junior-T. Um ano depois, tornou-se membro do Super Junior-H.
Durante o ano de 2009, Eunhyuk, Leeteuk e Shindong tornaram-se convidados frequentes do programa de variedades Star King. Em meio à crescente popularidade do Super Junior após o lançamento de seu terceiro álbum de estúdio, SORRY, SORRY, Eunhyuk tornou-se membro fixo do programa Strong Heart, onde participou do segmento especial Boom Academy, junto com o comediante Boom. Tornou-se membro do Let's Go! Dream Team Season 2, da KBS, um programa de competição esportiva, e convidado dos programas Intimate Note, Fantasy Couple, Miracle e Introduce The Star's Friend.
O destaque nacional e internacional do Super Junior levou o grupo à sua segunda turnê, Super Show 2, e a participações em festivais como o Asia Song Festival e Dream Concert, além de eventos ao vivo no Japão, Cingapura e Tailândia. Foi então que o álbum SORRY, SORRY tornou-se sucesso comercial e de crítica na Ásia; essa fora a primeira ocasião em que o Super Junior conquistou os principais prêmios de música nas cerimônias de premiação anuais da Coreia do Sul.

### 2010 – 2011: Lançamento de novos álbuns e atuação em teatro musical

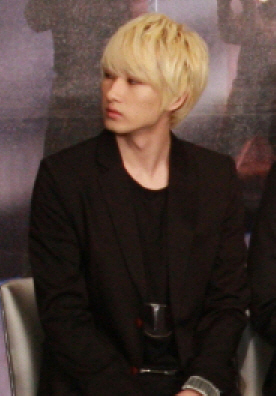
Eunhyuk durante um encontro com fãs promovido pela LG Optimus em Kaohsiung, Taiwan, em novembro de 2011

Em 26 de fevereiro de 2010, Eunhyuk foi diagnosticado com  gripe H1N1 enquanto estava definido para aparecer como convidado em um concerto da turnê Into the New World, do grupo feminino Girls' Generation. Foi substituído por Leeteuk e Heechul. Super Junior lançou seu quarto álbum de estúdio, Bonamana, que alcançou grande sucesso na Coreia, recebendo diversos prêmios em programas musicais logo após o início das vendas. "Boom Boom", canção que foi promovida junto com o single principal do álbum, foi coreografada por Eunhyuk e apresentada nos programas musicais Inkigayo e Show! Music Core. Em 8 de outubro de 2010, o single digital "Angel", trilha sonora do drama coreano Haru, foi lançado, com Eunhyuk apresentando um verso de rap.
Em 2011, Eunhyuk, junto com Sungmin, foi adicionado à subunidade Super Junior-M, após a saída de Han Geng. Em 27 de setembro de 2011, Eunhyuk, Yesung e Shindong substituíram Heechul, que se alistou para o serviço militar obrigatório em 1 de setembro, durante apresentações da canção "Breakups Are So Like Me", de Kim Jang-hoon. Heechul foi destaque na música e estrelou o videoclipe, que foi concluído no dia anterior de seu alistamento.
Mr. Simple, quinto álbum de estúdio do Super Junior, foi fortemente promovido. Eunhyuk participou de grande parte da produção do álbum através de coreografias e letras de rap para a faixa "Oops!". O álbum vendeu mais de 500 mil unidades e ganhou o Disk Daesang (Prêmio de Álbum do Ano) no Golden Disk Awards e no Seoul Music Awards, bem como o álbum do ano no Mnet Asian Music Awards. Mr. Simple é listado como o segundo álbum mais vendido de 2011 na Coreia do Sul.
Em novembro de 2011, Eunhyuk fez sua estreia em musicais de teatro com a peça Fame, onde interpretou Tyrone Jackson, junto com Tiffany, do Girls' Generation, Son Ho Young, Lina, do The Grace e Kim Jung-mo, do TRAX. A peça ficou em cartaz no Woori Financial Art Hall, de 25 de novembro de 2011 a 29 de janeiro de 2012. Em 30 de novembro de 2011, foi anunciado que, após de cinco anos, Eunhyuk e Leeteuk deixariam o Super Junior Kiss The Radio, sendo substituídos por Sungmin e Ryeowook. A última participação de Eunhyuk no Sukira aconteceu em 4 de dezembro de 2011.

### 2011 – 2012: "Oppa, Oppa" e retorno com Super Junior
Em 16 de dezembro de 2011, Eunhyuk e Donghae lançaram o single digital "Oppa, Oppa", canção que foi performada pela primeira vez durante um show turnê Super Show 4 em Seul, em 19 de novembro de 2011. "Oppa, Oppa" marca o primeiro lançamento em conjunto de Donghae e Eunhyuk, que, mais tarde, tornariam-se a subunidade Super Junior-D&E. O single também foi lançado no Japão, com um direito a um videoclipe original, em 4 de abril de 2012. No dia de seu lançamento, "Oppa, Oppa" alcançou a segunda posição no Oricon Daily Chart, com 42,114 cópias vendidas. A dupla, então, realizou um encontro de fãs, Premium Mini Live Event, para promover single, em 11 de abril no Shibuya-AX, em Tóquio.
Eunhyuk foi apresentador do programa Super Junior Foresight junto com Leeteuk, Kyuhyun, Yesung e Shindong. Em 23 de março de 2012, ele assumiu o cargo de apresentador para os últimos três shows ao vivo do programa de competição musical Great Birth 2, mais conhecido como MBC Star Audition. A partir de 10 de abril de 2012, seguindo a mudança de apresentadores e a saída de Shindong do Strong Heart, o programa foi repaginado, com Leeteuk e Eunhyuk anunciados como dois dos seis convidados fixos.
Em junho de 2012, o Super Junior começou os preparativos para o seu sexto álbum de estúdio, Sexy, Free & Single, lançado em 4 de julho daquele ano. Em 21 de junho, a primeira foto teaser de Eunhyuk foi lançada, mostrando-o com uma camisa branca, calça jeans, com um penteado estilo mullet e com os olhos vendados com flores. Em outubro, a SM Entertainment e a Hyundai uniram-se para lançar "MAXSTEP", colaboração com Eunhyuk e outros artistas da gravadora: Henry (Super Junior-M) Taemin (SHINee), Kai, Luhan (EXO-K e EXO-M) e Hyoyeon (Girls' Generation). O grupo tornou-se a unidade de dança oficial, a Younique Unit. Um cover de "Spectrum", canção do DJ Zedd, foi lançado através do programa de fim de ano Gayo Daejeon, da SBS, em 29 de dezembro de 2012, com a participação de Eunhyuk. O single também incluiu a participação de Donghae, Yunho (TVXQ), Taemin, Minho (SHINee), Kai e Lay, (EXO-K e EXO-M). O grupo foi chamado de S.M. The Performance.

### 2013 – 2014: Retorno com Super Junior-M,Super Show 5e Super Junior-D&E The 1st Japan Tour
Em 7 de janeiro de 2013, o Super Junior-M lançou o seu segundo álbum de estúdio, Break Down, junto com o videoclipe para o single de mesmo nome. Uma conferência de imprensa foi realizada em Pequim, em 7 de janeiro. O álbum foi promovido na China. Após retornar para a Coreia, Eunhyuk participou ativamente de programas de variedades, incluindo Come to Play e Barefooted Friends. Porém, Eunhyuk deixou ambos os programas por conflitos em sua agenda. A quinta turnê do Super Junior, Super Show 5, teve início em 23 de março de 2013; Eunhyuk assumiu o papel de líder do grupo devido a ausência de Leeteuk, que havia se alistado para o serviço militar em 2012. Super Junior realizou, no total, 28 shows (todos com a presença de Eunhyuk), de março de 2013 a fevereiro de 2014, passando pela América do Norte, América do Sul (incluindo o Brasil), Europa e Ásia.
Em meio aos shows, Eunhyuk retornou ao estúdio para gravar. Ele e Donghae lançaram o single "I Wanna Dance" em 19 de junho de 2013, no Japão. O single atingiu a terceira posição tanto nos gráficos da Gaon (Coreia) e da Oricon (Japão). Em 16 de dezembro de 2013, a dulpa lançou, na Coreia, a canção "Still You", composta por Donghae e Team One Sound. O videoclipe para "Still You" foi gravado em uma viagem que Donghae e Eunhyuk fizeram a Londres, no começo do ano de 2013. A dupla revelou, durante o Super Show 5 em Osaka, que lançariam seu primeiro álbum de estúdio, seguido de sua primeira turnê, no Japão.
Donghae e Eunhyuk, agora sob o nome Super Junior-D&E, lançaram seu primeiro álbum de estúdio, Ride Me, em 26 de fevereiro de 2014, através da gravadora Avex Trax. A versão curta do videoclipe de "Motorcycle", a principal canção do álbum, foi lançada em 2 de fevereiro. A canção também tornou-se tema do programa de televisão japonês Sukkiri. Eunhyuk fez uma pausa nas atividades no Japão para promover o novo mini-álbum do Super Junior-M, Swing. O EP, composto por seis músicas, foi lançado para download digital em 21 de março de 2014, na China e em Taiwan. O álbum também foi lançado para download na Coreia, em 31 de março de 2014. Super Junior-M promoveu sua nova canção em programas musicais coreanos.
A primeira turnê japonesa da subunidade Super Junior-D&E, Super Junior-D&E The 1st Japan Tour, teve seu início em Nagoya em 4 de março de 2014, passando por 8 cidades, incluindo Osaka, Hiroshima, Fukuoka, Kobe, Niigata e Tóquio. A turnê encerrou-se em 10 de maio, no Nippon Budokan, e atraiu um total de 100 mil fãs. Após a turnê, Eunhyuk participou de um projeto de dança com o grupo BeatBurger, intitulado BeatBurger Project x Eunhyuk. Em agosto, o projeto lançou um vídeo oficial, apresentando uma coreografia para a música "Mo' Jazzy", de Yoo Young-jin. Ainda em agosto, Super Junior-D&E lançou seu terceiro single japonês, "Skeleton".

### 2014:Mamacitae Super Show 6
Em agosto de 2014, foi anunciado que Eunhyuk e Super Junior estariam retornando com o sétimo álbum do grupo, Mamacita, que foi lançado online em 29 de agosto, e nas lojas físicas em 1º de setembro. Eunhyuk contribuiu com a coreografia de “Shirt”, segundo single do álbum, que recebeu elogios do site Allkpop: "A faixa é uma das mais enérgicas do álbum além da faixa-título." Com apenas três dias de vendas, Mamacita classificou-se como número 1 na lista de álbuns mundiais da Billboard. O grupo fez sua performance de retorno oficial no [Music Bank]], com as músicas “Shirt” e “Mamacita” em 29 de agosto, e continuou promovendo no Show! Music Core, Inkigayo e M! Countdown, enquanto preparava-se para sua nova turnê mundial, Super Show 6, que estrearia em 19 de setembro, em Seul.
Super Junior iniciou sua terceira turnê mundial, Super Show 6, em 19 setembro de 2014, com a primeira parada em Seul. Eles completaram com sucesso três dias de shows na Jamsil Arena, marcando seu centésimo concerto em todo o mundo em 21 de setembro de 2014. Super Junior foi o primeiro artista coreano a realizar tal fato.  Em 27 de outubro, Super Junior lançou a edição especial do álbum Mamacita, chamada This Is Love, que contou com dois videoclipes e dois singles. A turnê Super Show 6 teve fim no dia 12 de julho de 2015.

### 2015:The Beat Goes OneSuper Junior-D&E Asia Tour: Present
Em fevereiro de 2015, foi anunciado que Super Junior-D&E lançaria seu primeiro álbum físico na Coreia do Sul. The Beat Goes On foi lançado em 5 de março. A dupla fez sua performance de retorno no Music Bank, com o single principal, "Growing Pains". Em 24 de março, a dupla lançou a edição especial de The Beat Goes On, incluindo, além das sete faixas do álbum original, seus singles coreanos, versões coreanas de seus singles japoneses e uma canção inédita, "1 + 1 = LOVE".
Em 1º de abril, a dupla lançou seu primeiro mini-album japonês, Present, que contém um total de oito canções, sendo a principal "Saturday Night". Começando em Saitama, em 3 de abril, a dupla iniciou sua segunda turnê japonesa, Super Junior-D&E The 2nd Japan Tour: Present, realizando shows em cidades como Osaka, Nagoya e Fukuoka. Os concertos reuniram mais de 100 mil fãs entre abril e agosto. A turnê asiática da dupla, Super Junior-D&E Asia Tour: Present, teve início em Taipei em 6 de junho, passando por 4 cidades da Ásia, incluindo Hong Kong, Shanghai e Bangkok, num total de 5 apresentações. A dupla lançou seu quarto single japonês, "Let’s Get It On", em 30 de setembro.
Um álbum especia, Devil, foi lançado pelo Super Junior em 16 de julho de 2015, para comemorar o décimo aniversário do grupo. Eunhyuk participou escrevendo a letra da canção "Alright". A edição especial de Devil, chamada de Magic, foi lançada em 16 de setembro de 2015..
Em 4 de outubro de 2015, foi realizado o Gangnam K-Pop Festival, que marcou a última aparição pública de Eunhyuk antes de seu alistamento militar. Eunhyuk alistou-se para o serviço militar obrigatório em 13 de outubro de 2015 publicamente, contando com a presença dos fãs e da imprensa coreana.

### 2017 – presente:Play, Super Show 7 e retorno de Super Junior-D&E no Japão
Eunhyuk cumpriu seus deveres militares e veio a público no dia 12 de julho de 2017. Em 27 de setembro de 2017, o site oficial do Super Junior iniciou uma contagem regressiva até o dia 6 de novembro, data do décimo segundo aniversário do grupo, que, mais tarde, foi anunciada como a data de lançamento de seu oitavo álbum de estúdio. Um programa, intitulado SJ Returns, foi lançado em 9 de outubro através da plataforma V LIVE. Em 6 de novembro, o Super Junior realizou uma conferência de imprensa e lançou seu oitavo álbum, Play. "Black Suit" e "One More Chance" foram eleitas as faixas promocionais. Eunhyuk teve uma ativa participação como compositor neste álbum. Super Junior deu início à sua quarta turnê mundial, Super Show 7, em dezembro de 2017, em Seul. Os ingressos para dois dias de shows foram colocados à venda no dia 21 de novembro de 2017, esgotando-se em apenas 9 minutos, resultando na abertura de um terceiro dia de show.
Em novembro de 2017, Eunhyuk e Donghae anunciaram seu retorno no Japão com a subunidade Super Junior-D&E. A dupla deu início a um projeto, que consistia em lançar um single digital todos os meses, durante 7 meses. O primeiro foi "Here We Are", lançado em novembro de 2017, e, o último, "Hot Babe", composto por Eunhyuk, lançado em maio de 2018. As gravações do videoclipe de "Here We Are" foram feitas nos Estados Unidos, durante uma viagem que a dupla fez para sua apresentação no KCON Los Angeles 2017, em 8 de agosto. O projeto resultou no segundo álbum japonês da subunidade Super Junior-D&E, STYLE, e em sua terceira turnê japonesa, que leva o mesmo nome.

## Vida Pessoal

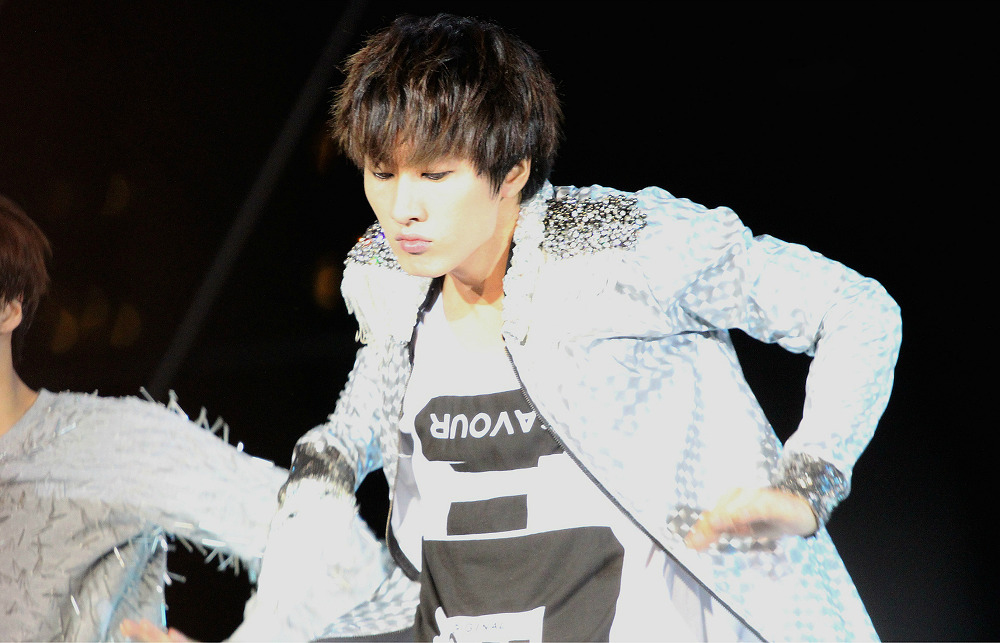
Eunhyuk during the SMTOWN Live World Tour III in Singapore

### Acidente de carro de abril de 2007
Na madrugada de 19 de abril de 2007, Eunhyuk, Leeteuk, Shindong, Kyuhyun e dois managers do Super Junior sofreram um grave acidente rodoviário. A van em que os integrantes e a equipe estavam voltava de uma transmissão do Sukira, quando o pneu dianteiro esquerdo estourou enquanto o motorista trocava de faixa. O veículo bateu em uma mureta de proteção do lado do motorista, e derrapou por cerca de 30 metros, capotando para seu lado direito. Enquanto Eunhyuk e Shindong sofreram apenas ferimentos leves, Leeteuk foi hospitalizado com lesões mais graves, e Kyuhyun, que estava sentado atrás do assento do motorista, teve ferimentos gravíssimos, sofrendo uma fratura no quadril, pneumotórax devido às costelas quebradas e diversas contusões. Kyuhyun recebeu alta em 5 de julho de 2007, após 78 dias internado, seis deles na UTI, quatro dos quais em coma.

### Serviço militar
Em 2 de setembro de 2015, a SM Entertainment anunciou que Eunhyuk alistaria-se para serviço militar obrigatório em 13 de outubro de 2015. Ele concluiu seu serviço e foi liberado em 12 de julho de 2017.

## Discografia

### Singles
| Ano  | Single       |
| ---- | ------------ |
| 2011 | "Oppa, Oppa" |

## Letras e composições
| Canção              | Artista             |
| ------------------- | ------------------- |
| "Show Me Your Love" | TVXQ & Super Junior |
| One Love "여행"     | Super Junior        |
| "A Short Journey"   | Super Junior        |
| "Oops!"             | Super Junior        |
| "I am"              | Super Junior        |
| "Gulliver"          | Super Junior        |

## Filmografia

### Filmes
| Ano  | Título                                                   | Papel                       |
| ---- | -------------------------------------------------------- | --------------------------- |
| 2007 | Attack on the Pin-Up Boys                                | Membro da Sociedade de Judo |
| 2010 | Super Show 3 3D                                          | Ele mesmo                   |
| 2012 | I AM. - SM Town Live World Tour in Madison Square Garden | Ele mesmo                   |

### Dramas de televisão
| Ano  | Título     | Papel     |
| ---- | ---------- | --------- |
| 2005 | Nonstop 6  | Ele mesmo |
| 2011 | Dream High | Ele mesmo |

### Programas de variedades
| Ano  | Título                        | Rede |
| ---- | ----------------------------- | ---- |
| 2006 | Rainbow Romance               | MBC  |
| 2008 | We Got Married (Season 1)     | MBC  |
| 2009 | Let's Go Dream Team! Season 2 | KBS  |
| 2009 | Intimate Note                 | SBS  |
| 2010 | 100 points out of 100         | KBS  |
| 2011 | We Got Married (Season 2)     | MBC  |
| 2011 | Dream High                    | KBS  |
| 2011 | We Got Married (Season 3)     | MBC  |
| 2012 | Running Man                   | SBS  |
| 2012 | SNL                           | tvN  |
| 2012 | Beatles Code                  | Mnet |
| 2012 | Weekly Idol                   | MBC  |
| 2012 | Hello                         | KBS  |
| 2012 | Shinhwa Broadcast             | JTBC |
| 2012 | Golden Fishery: Radio Star    | MBC  |
| 2013 | Barefooted Friends            | SBS  |
| 2017 | Weekly Idol                   | MBC  |
| 2017 | Knowing Bros                  | JTBC |

### Reality Shows
| Ano  | Título                      | Rede |
| ---- | --------------------------- | ---- |
| 2006 | Mystery 6                   | Mnet |
| 2006 | Super Junior Full House     | SBS  |
| 2007 | Explorers of the Human Body | SBS  |
| 2006 | Super Adonis Camp           | Mnet |
| 2009 | Miracle                     | KBS  |
| 2012 | Life Theater                | KBS  |

### Teatro musical
| Ano       | Título | Papel          |
| --------- | ------ | -------------- |
| 2011-2012 | Fame   | Tyrone Jackson |

### Aparições em vídeos musicais
| Ano  | Canção             | Artista                          |
| ---- | ------------------ | -------------------------------- |
| 2009 | "S.E.O.U.L."       | Super Junior & Girls' Generation |
| 2010 | Strong Heart       | Leeteuk, Shindong, Eunhyuk       |
| 2012 | "Please Don't Say" | FIX                              |
| 2012 | "Maxstep"          | Younique Unit                    |

## Programas de rádio
| Ano       | Título                      |
| --------- | --------------------------- |
| 2006–2011 | Super Junior Kiss the Radio |

## Prêmios e indicações
| Ano  | Prêmio                    | Categoria                  | Trabalho nomeado        | Resulto  | Ref    |
| ---- | ------------------------- | -------------------------- | ----------------------- | -------- | ------ |
| 2009 | SBS Entertainment Awards  | Best Newcomer              | Strong Heart, Star King | Venceu   | [ 47 ] |
| 2012 | 2011 Golden Ticket Awards | Musical Up and Comer Award | FAME                    | Indicado | [ 48 ] |